# My Name Is My Name
| Recensione           | Giudizio |
| -------------------- | -------- |
| Metacritic           | 81/100   |
| AllMusic             |          |
| Entertainment Weekly | A-       |
| The Guardian         |          |
| NME                  | 8/10     |
| Pitchfork            | 8/10     |
| Rolling Stone        |          |
| Spin                 | 7/10     |
| Uncut                | 8/10     |
| Vice                 | A-       |

My Name Is My Name è il primo album in studio del rapper statunitense Pusha T, pubblicato il 7 ottobre 2013 dalle etichette discografiche GOOD Music e Def Jam Recordings. Contemporaneamente all'annuncio dell'album, Pusha T pubblicò, durante il 2011, il mixtape Fear of God e l'EP Fear of God II: Let Us Pray, insieme all'album compilation della GOOD Music, Cruel Summer, pubblicato invece nel 2012. Durante il 2013 pubblicò anche il mixtape Wrath of Caine. La produzione dell'album fu gestita da Kanye West, insieme ad altri produttori, tra cui: Pharrell Williams, The-Dream, Hudson Mohawke, Sebastian Sartor, Don Cannon, Swizz Beatz, Rico Beats, Mano e Nottz, e presenta inoltre le collaborazioni di: Rick Ross, Young Jeezy, 2 Chainz, Big Sean, Future, Pharrell Williams, Chris Brown, Kendrick Lamar ed altri.
L'album fu accolto dal plauso universale della critica, ed entrò in alcune delle classifiche dei migliori album del 2013, stilate dalle principali riviste del settore. Nella sua prima settimana di uscita debuttò alla posizione numero 4 della Billboard 200, vendendo 74 000 copie. All'8 luglio 2017, l'album ha venduto, negli Stati Uniti, complessivamente 182 000 copie. La sua uscita è stata supportata da cinque singoli: "Pain", in collaborazione con Future, "Sweet Serenade", in collaborazione con Chris Brown, "Let Me Love You", in collaborazione con Kelly Rowland e "Nosetalgia", in collaborazione con Kendrick Lamar e dal singolo promozionale "Who I Am", in collaborazione con 2 Chainz e Big Sean.

## Tracce
1. King Push – 2:52
2. Numbers on the Boards – 2:43
3. Sweet Serenade (featuring Chris Brown) – 3:39
4. Hold On (featuring Rick Ross) – 4:45
5. Suicide (featuring Ab-Liva) – 3:42
6. 40 Acres (featuring The-Dream) – 4:42
7. No Regrets (featuring Jeezy & Kevin Cossom) – 4:48
8. Let Me Love You (featuring Kelly Rowland) – 3:43
9. Who I Am (featuring 2 Chainz & Big Sean) – 3:41
10. Nosetalgia (featuring Kendrick Lamar) – 3:36
11. Pain (featuring Future) – 4:11
12. S.N.I.T.C.H. (featuring Pharrell) – 4:03

## Formazione
Crediti adattati da AllMusic
- Pusha T – voce
- 2 Chainz – voce aggiuntiva
- Ab–Liva – voce aggiuntiva
- Virgil Abloh – direttore creativo
- Paul Bailey – ingegneria
- Rico Beats – produzione
- Jeff Bhasker – strumentazione
- Big Sean – voce aggiuntiva
- Bobby "Blue" Bland –  sample source
- Chris Brown – voce aggiuntiva, assistente al missaggio
- Leesa D. Brunson – A&R
- Darhyl "DJ" Camper – tastiere
- Don Cannon – ingegneria, produzione
- Capricorn Clark – direttore creativo
- Kevin Cossom – voce aggiuntiva
- Shawn "Pecas" Costner – voci
- Matthew Desrameaux – assistenza
- The-Dream – voce aggiuntiva
- Duralcha – sample source
- Rennard East – A&R
- ESG – sample source
- Future – voce aggiuntiva
- Glass John – produzione aggiuntiva
- Noah Goldstein – ingegneria, missaggio, programmazione
- Hudson Mohawke – produzione
- Jay-Z – sample source
- Jeezy – voce aggiuntiva
- Terese Joseph – A&R
- Jesse Kanda – cover concept
- Anthony Kilhoffer – ingegneria, missaggio
- Kishmore Kumar – sample source
- Kwes. – sample source
- Kendrick Lamar – voce aggiuntiva
- Mike Larson – arrangiamento musicale, editing, ingegneria, missaggio
- Tai Linzie – produzione fotografica
- Scott Marcus – A&R
- Malcolm McLaren – sample source
- Vlado Meller – mastering
- Fabien Montique – fotografia
- Terius "The–Dream" Nash – A&R, produzione
- Charles Njapa – produzione aggiuntiva
- Nottz – produzione
- Keith Parry – assistenza
- Joe Perez – assistenza creativa
- Che Pope – A&R
- Andy Proctor – produzione package
- Tony Rey – ingegneria
- The Robotsboys – sample source
- Kyle Ross – assistente al missaggio
- Rick Ross – voce aggiuntiva
- Kelly Rowland – voce aggiuntiva
- Sebastian Sartor – produzione
- Justin Saunders – direzione artistica
- Gennaro Schiano – assistenza
- Bart Schoudel – ingegneria
- Bunny Sigler – sample source
- Swizz Beatz – produzione
- Terrence Thornton – produzione
- Patrick Thrall – ingegneria
- The Twilite Tone – produzione aggiuntiva
- Marcos Valle – sample source
- Luke Vibert – sample source
- Steven Victor – produzione
- Kanye West – produzione aggiuntiva, produttore esecutivo, produzione
- Aleks White –  assistenza, assistente al missaggio
- Finis "KY" White – ingegneria, vocal missaggio
- Pharrell Williams – voce aggiuntiva, produzione
- Bobby Yewah – produzione
- Kristen Yiengst – produzione fotografica